# Eureka (Karolina Północna)
Eureka – miasto w Stanach Zjednoczonych, w stanie Karolina Północna, w hrabstwie Wayne.